# Play It Loud
Play It Loud è il secondo album in studio del gruppo rock inglese Slade, il primo con questo nome, pubblicato nel 1970. 

## Tracce
1. Raven – 2:37
2. See Us Here – 3:12
3. Dapple Rose – 3:31
4. Could I – 2:45
5. One Way Hotel – 2:40
6. Shape of Things to Come – 2:18
7. Know Who You Are – 2:54
8. I Remember – 2:56
9. Pouk Hill – 2:24
10. Angelina – 2:50
11. Dirty Joker – 3:27
12. Sweet Box – 3:25

## Formazione
- Noddy Holder - voce, chitarra
- Dave Hill - chitarra
- Jim Lea - basso, violino
- Don Powell - batteria